# Lukaspassionen
Lukaspassionen är ett verk av en okänd kompositör. Då det bevarade partituret delvis är i Johann Sebastian Bachs handstil förmodades han vara kompositören, men det tillbakavisades av Felix Mendelssohn och en rad musikforskare efter honom. Det kan ha framförts av Bach c:a 1730.